# カステルマルテ
カステルマルテ（伊: Castelmarte）は、イタリア共和国ロンバルディア州コモ県にある、人口約1,300人の基礎自治体（コムーネ）。

## 地理

### 位置・広がり
コモ県のコムーネ。県都コモから東北東へ12kmの距離にある。

#### 隣接コムーネ
隣接するコムーネは以下の通り。
- カンツォ
- カズリーノ・デルバ
- エルバ
- ポンテ・ランブロ
- プロゼルピオ

### 地震分類
イタリアの地震リスク階級 (it) では、4 に分類される
。

## 行政

### 山岳部共同体
広域行政組織である山岳部共同体「トリアンゴロ・ラリアーノ山岳部共同体」 (it:Comunità montana del Triangolo Lariano) （事務所所在地: カンツォ）を構成するコムーネの一つである。